# Los viajes de Buster
Postcards from Buster (Los viajes de Bustelo en Latinoamérica y Postal para Buster en España) es una serie de televisión estadounidense, spin-off de Arthur. El show fue creado por Marc Brown.

## Sinopsis
Buster Baxter es un conejo de ocho años que viaja en avión, debido a que su padre es piloto, a ciudades y países, llevando con él su cámara para grabar los lugares que visita. Durante la serie la animación cambia a acción real cuando se ve en enfoque de primera persona lo que Buster graba con la cámara.

## Trama
Se estrenó junto con Maya & Miguel, el 11 de octubre de 2004. En Latinoamérica se transmitió por el canal Boomerang Latinoamérica en 2007, aunque esta serie tiene un doblaje distinto al de la serie Arthur, considerando que se dejó de doblar luego de su quinta temporada.

## Polémica
En enero de 2005, se transmitió un episodio de esta serie llamado Sugartime! en el cual Buster viaja al estado de Vermont para aprender sobre el jarabe de maple. En ese episodio, Buster conoce a unas niñas que mencionan tener "dos mamás" (Vermont fue uno de los primeros estados dónde se legalizaron las uniones del mismo sexo), y a pesar de que sólo es mencionado brevemente, Margaret Spellings, en ese momento Secretaria de Educación de Estados Unidos, criticó el episodio por "explorar los matrimonios del mismo sexo", causando que PBS decidiera no distribuir el episodio a sus estaciones, aunque algunas lo transmitieron de todas formas, así cómo también fue doblado y emitido en Latinoamérica.